# Eugent Bushpepa
Eugent Bushpepa (ur. 2 lipca 1984 w Rrëshen) – albański piosenkarz i muzyk rockowy, aktywista społeczny.
Zwycięzca 56. Festivali i Këngës (2018). Reprezentant Albanii w 63. Konkursie Piosenki Eurowizji (2018).

## Wczesne lata
Zainteresowanie muzyką wykazywał od najmłodszych lat. W trakcie nauki w piątej klasie szkoły podstawowej podjął naukę gry na gitarze. Po ukończeniu nauki w szkole średniej przeprowadził się do Bolonii, gdzie studiował medycynę. Po pierwszym roku akademickim przerwał studia, a w 2006 wrócił do Albanii, gdzie rozpoczął studia dentystyczne.

## Kariera
Na profesjonalnej scenie muzycznej zadebiutował w 1998 występem na Kënga Magjike. W 2006 koncertował w albańskich klubach nocnych i pubach, zaczął również występować jako muzyk w talk-show Top Show. Również w 2006 zdobył kilka nagród na Top Fest. W 2007 wydał singiel „Maska e Madhështisë”, którą wykonał w konkursie Top Fest 4. W trakcie festiwalu nawiązał współpracę z zespołem Sunrise, z którym wykonał piosenkę „Engjëll”. W marcu tego samego roku wraz ze swoim zespołem wystąpił jako support przed koncertem Deep Purple podczas ich koncertu w Albanii w ramach Rapture of the Deep Tour.
1 czerwca 2011 wystąpił jako support przed koncertem Duffa McKagana i zespołu Loaded w Tiranie. W sierpniu 2013 wystąpił na festiwalu piwa w Korczy u boku Rona Thala, gitarzysty zespołu Guns N’ Roses. W 2014 rozpoczął współpracę z zespołem Darkology w charakterze wokalisty koncertowego.
24 grudnia 2017 z piosenką „Mall” wygrał finał 56. edycji Festivali i Këngës, dzięki czemu został wytypowany na reprezentanta Albanii w 63. Konkursie Piosenki Eurowizji w Lizbonie. 8 maja wystąpił jako trzeci w kolejności w pierwszym półfinale konkursu i z ósmego miejsca zakwalifikował się do finału, który został rozegrany 12 maja. Wystąpił w nim jako dwunasty w kolejności i zajął 11. miejsce po zdobyciu 184 punktów w tym 58 punktów od telewidzów (18. miejsce) i 126 pkt od jurorów (7. miejsce).  W kwietniu 2020 roku wystąpił w projekcie Eurovision Home Concerts, w którym wykonał „Mall” i cover utworu reprezentanta Norwegii Carla Espena „Silent Storm”.

## Życie prywatne
Jest związany z Andią Ҫakçiri, z którą mieszka w Tiranie.